# Église Saint-Pierre de Cistrières
Pour les articles homonymes, voir Église Saint-Pierre.
L'église Saint-Pierre est une église catholique située sur la commune de Cistrières, dans le département de la Haute-Loire, en France.

## Historique
L'édifice est inscrit au titre des monuments historiques en 1926.